# El Bercial (Toledo)
El Bercial es una localidad y pedanía española perteneciente al municipio de Alcolea de Tajo, en la provincia de Toledo. Está situada en la parte meridional de la comarca de La Campana de Oropesa. A cinco kilómetros del límite con la provincia de Cáceres, cerca de esta localidad se encuentran los núcleos de Azután, El Puente del Arzobispo, El Bercial de San Rafael y Aldeanueva de Barbarroya.

## Demografía
Según el Instituto Nacional de Estadística de España, en el año 2015 El Bercial contaba con 372 habitantes censados.

## Fiestas
- Primer fin de semana de septiembre: Fiestas en honor de Nuestra Señora del Campo.